# Colladonus peayi
Colladonus peayi är en insektsart som beskrevs av Nielson 1962. Colladonus peayi ingår i släktet Colladonus och familjen dvärgstritar. Inga underarter finns listade i Catalogue of Life.